# Global Infrastructure Partners
Global Infrastructure Partners, LLC (GIP) är ett amerikanskt infastrakturägarföretag, en riskkapitalfond. Omsättningstillgångar omfattar 75% av aktierna i London City Airport. GIP har även gått med på att köpa Gatwick Airport från BAA Limited för £ 1.51 miljard den 21 oktober 2009. Företag ägs sedan 2024 av BlackRock.
GIP äger också i Storbritannien avfallshantering företag Biffa Limited.